# Vehicle de llançament lleuger

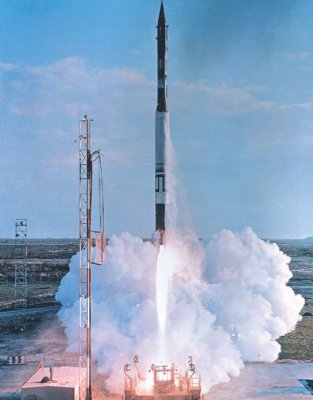
Llançament d'un coet Vanguard

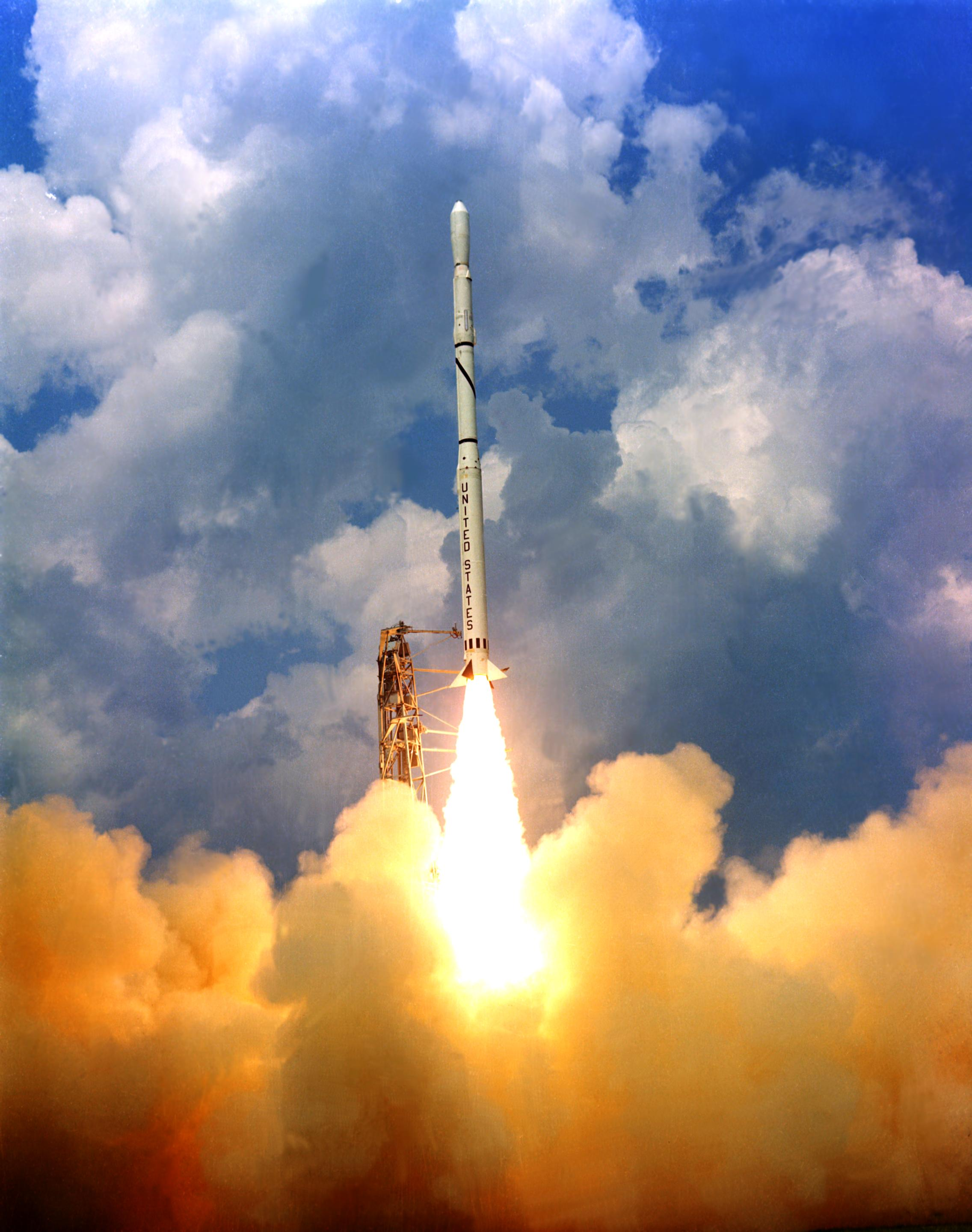
Llançament del coet Scout (NASA)

Un vehicle de llançament lleuger (small-lift launch vehicle en anglès) és un vehicle de llançament orbital capaç d'aixecar fins a 2.000 kg a l'òrbita terrestre baixa.
El primer vehicle d'aquest tipus va ser el coet Sputnik, va situar en òrbita un coet transportador orbital no tripulat dissenyat per Sergey Korolyov a la Unió Soviètica, derivat del míssil balístic intercontinental R-7 Semiorka. El 4 d'octubre de 1957, el coet va ser utilitzat per realitzar el primer llançament de satèl·lit del món, situant l'Sputnik 1 en una òrbita terrestre baixa.
Els EUA van respondre llançant el coet Vanguard, que estava previst que seria el primer vehicle de llançament que utilitzarien per situar un satèl·lit en òrbita. En comptes d'això, la crisi de l'Sputnik causada pel llançament sorpresa de l'Sputnik 1 va fer que els estatunidencs, després de l'error de llançament del Vanguard TV3, a fer orbitar ràpidament el satèl·lit Explorer 1 utilitzant un coet Juno I llançat el 31 de gener de 1958. El Vanguard I va ser el segon llançament orbital amb èxit estatunidenc. D'aquesta manera va començar la cursa espacial, que va donar l'impuls per posar els homes sobre la Lluna amb el programa Apollo dels EUA.
Es podria dir que la carrera espacial entre els Estats Units i la Unió Soviètica va començar a finals de la Segona Guerra Mundial, ja que va començar en recuperar la major quantitat de coets V-2 i el personal que hi participava de l'Alemanya Nazi com fos possible. Tres-cents càrregues de vagons amb V-2 i diversos components van ser capturats i enviats als Estats Units, també 126 dels principals dissenyadors del V-2, incloent Wernher von Braun i Walter Dornberger, van marxar a Amèrica. Von Braun, el seu germà Magnus von Braun, i set persones més van decidir lliurar-se als militars dels Estats Units en l'Operació Paperclip per assegurar que no fossin capturats pels soviètics o assassinats pels nazis per evitar la seva captura. Així, el programa V-2 va començar la carrera espacial, tot i que el coet no podia orbitar, arribava a una alçada de 88 km en la trajectòria de llarg abast i fins a 206 km si es llançava verticalment.

## Vehicles de llançament lleugers
| Vehicle               | Origen                                               | Fabricant                                   | Massa a LEO (kg) | Massa a altres òrbites (kg) | Llançaments | Estat           | Primer vol | Últim vol |
| --------------------- | ---------------------------------------------------- | ------------------------------------------- | ---------------- | --------------------------- | ----------- | --------------- | ---------- | --------- |
| Vanguard              | Estats Units                                         | Martin                                      | 9                |                             | 11(+1)      | Retirat         | 1957       | 1959      |
| Lambda 4S             | Japó                                                 | Nissan Motors                               | 26               |                             | 5           | Retirat         | 1966       | 1970      |
| Safir                 | Iran                                                 | Iranian Space Agency                        | 50               |                             | 4           | Operacional     | 2008       | 2015      |
| SSLV                  | Índia                                                | ISRO / NewSpace India Limited               | 500              | 300 a SSO                   | 2           | Operacional     | 2022       | 2022      |
| Black Arrow           | Regne Unit                                           | RAE                                         | 73               |                             | 2           | Retirat         | 1969       | 1971      |
| Simorgh               | Iran                                                 | Iranian Space Agency                        | 100-350          |                             | 0           | Devel           |            |           |
| Naro-1                | Corea del Sud · Rússia                               | KARI/Khrunichev                             | 100              |                             | 3           | Retirat         | 2009       | 2013      |
| Unha                  | North Korea                                          | KCST                                        | 100              |                             | 3           | Operacional     | 2009       |           |
| Volna                 | Rússia                                               | Makeyev                                     | 100              |                             | 1(+5)       | Operacional     | 1995       | 2005      |
| Kaituozhe-1           | R.P. de la Xina                                      | CALT                                        | 100              |                             | 2           | Operacional     | 2002       | 2003      |
| Diamant               | França                                               | SEREB                                       | 107              |                             | 12          | Retirat         | 1965       | 1975      |
| Electron              | Nova Zelanda                                         | Rocket Lab                                  | 300              | 200 a SSO                   | 13(+2)      | Operacional     | 2017       | 2020      |
| Alpha                 | Estats Units                                         | Firefly Aerospace                           | 1.000            | 600 a SSO                   | 0           | Desenvolupament |            |           |
| Shavit                | Israel                                               | IAE                                         | 160              |                             | 9           | Operacional     | 1988       | 2014      |
| Scout                 | Estats Units                                         | US Air Force/NASA                           | 174              |                             | 125         | Retirat         | 1961       | 1994      |
| Mu-4S                 | Japó                                                 | Nissan Motors                               | 180              |                             | 4           | Retirat         | 1971       | 1972      |
| Mu-3C                 | Japó                                                 | Nissan Motors                               | 195              |                             | 4           | Retirat         | 1974       | 1979      |
| MIURA-5               | Espanya                                              | PLD Space                                   | 300−500          |                             | 0           | Desenvolupament |            |           |
| Tronador II           | Argentina                                            | CONAE                                       | 250              |                             | 0           | Desenvolupament |            |           |
| Shtil'                | Rússia                                               | Makeyev                                     | 280 - 420        |                             | 2           | Operacional     | 1998       | 2006      |
| Mu-3H                 | Japó                                                 | Nissan Motors                               | 300              |                             | 3           | Retirat         | 1977       | 1978      |
| Mu-3S                 | Japó                                                 | Nissan Motors                               | 300              |                             | 4           | Retirat         | 1980       | 1984      |
| Long March 1 (CZ-1)   | R.P. de la Xina                                      | CALT                                        | 300              |                             | 2           | Retirat         | 1970       | 1971      |
| Delta 1913            | Estats Units                                         | McDonnell Douglas                           | 328              |                             | 1           | Retirat         | 1973       | 1973      |
| Delta 2310            | Estats Units                                         | McDonnell Douglas                           | 336              |                             | 3           | Retirat         | 1974       | 1981      |
| Delta 1410            | Estats Units                                         | McDonnell Douglas                           | 340              |                             | 1           | Retirat         | 1975       | 1975      |
| VLS-1                 | Brasil                                               | AEB, INPE                                   | 380              |                             | 2           | Operacional     | 1997       | 2003      |
| Delta 1604            | Estats Units                                         | McDonnell Douglas                           | 390              |                             | 2           | Retirat         | 1972       | 1973      |
| Kuaizhou              | R.P. de la Xina                                      | CALT                                        | 400              |                             | 2           | Operacional     | 2013       | 2014      |
| Falcon 1              | Estats Units                                         | SpaceX                                      | 420              |                             | 5           | Retirat         | 2006       | 2009      |
| Pegasus               | Estats Units                                         | Orbital                                     | 443              |                             | 42          | Operacional     | 1990       | 2013      |
| Sputnik 8K71PS        | Unió de Repúbliques Socialistes Soviètiques          | RSC Energia                                 | 500              |                             | 2           | Retirat         | 1957       | 1957      |
| Start-1               | Rússia                                               | MITT                                        | 532              | 350 a SSO                   | 5           | Operacional     | 1993       | 2006      |
| Minotaur I            | Estats Units                                         | Orbital                                     | 580              |                             | 10          | Operacional     | 2000       | 2013      |
| Minotaur IV           | Estats Units                                         | Orbital                                     | 1.735            |                             | 3(+2)       | Operacional     | 2010       | 2011      |
| Minotaur-C            | Estats Units                                         | Orbital                                     | 1.450            | 1.050 a SSO                 | 9           | Operacional     | 1994       | 2011      |
| Long March 11         | R.P. de la Xina                                      | CALT                                        | 700              |                             | 1           | Operacional     | 2015       |           |
| Paektusan             | North Korea                                          | KCST                                        | 700              |                             |             | Retirat         | 1998       |           |
| Long March 1D (CZ-1D) | R.P. de la Xina                                      | CALT                                        | 740              |                             | 0(+3)       | Retirat         | 1995       | 2002      |
| Mu-3SII               | Japó                                                 | Nissan Motors                               | 770              |                             | 8           | Retirat         | 1985       | 1995      |
| Athena I              | Estats Units                                         | Lockheed Martin                             | 795              | 515 a GTO                   | 4           | Retirat         | 1995       | 2001      |
| Delta 3913            | Estats Units                                         | McDonnell Douglas                           | 816              |                             | 1           | Retirat         | 1981       | 1981      |
| J-I                   | Japó                                                 | IHI Corporation Nissan Motors               | 1.000            |                             | 0(+1)       | Retirat         | 1996       | 1996      |
| Delta 1910            | Estats Units                                         | McDonnell Douglas                           | 1.066            |                             | 1           | Retirat         | 1975       | 1975      |
| N-I                   | Japó · Estats Units                                  | Mitsubishi Heavy Industries                 | 1.200            |                             |             | Retirat         | 1975       | 1982      |
| Atlas-Centaur         | Estats Units                                         | Lockheed                                    | 1.134            | 2.222 a GTO                 | 148         | Retirat         | 1962       | 1983      |
| Epsilon               | Japó                                                 | IHI Aerospace                               | 1.200            |                             | 1           | Operacional     | 2013       |           |
| Delta 0900            | Estats Units                                         | McDonnell Douglas                           | 1.300            | 818 a SSO                   | 2           | Retirat         | 1972       | 1972      |
| Sputnik 8A91          | Unió de Repúbliques Socialistes Soviètiques          | RSC Energia                                 | 1.327            |                             | 2           | Retirat         | 1958       | 1958      |
| Ariane 1              | Europa                                               | Aérospatiale                                | 1.400            | 1.830 a GTO                 | 11          | Retirat         | 1979       | 1986      |
| Kosmos-3M             | Unió de Repúbliques Socialistes Soviètiques · Rússia | NPO Polyot                                  | 1.500            |                             | 442         | Retirat         | 1967       | 2010      |
| Strela                | Rússia                                               | Khrunichev                                  | 1.400            |                             | 3           | Operacional     | 2003       | 2014      |
| H-I                   | Japó · Estats Units                                  | Mitsubishi Heavy Industries                 | 1.400            |                             | 9           | Retirat         | 1986       | 1992      |
| M-V                   | Japó                                                 | Nissan Motors (-2000) IHI AEROSPACE (-2006) | 1.800 - 1.850    |                             | 7           | Retirat         | 1997       | 2006      |
| Athena II             | Estats Units                                         | Lockheed Martin                             | 1.800            |                             | 3           | Retirat         | 1998       | 1999      |
| Delta 1900            | Estats Units                                         | McDonnell Douglas                           | 1.800            |                             | 1           | Retirat         | 1973       | 1973      |
| Delta 2910            | Estats Units                                         | McDonnell Douglas                           | 1.887            |                             | 6           | Retirat         | 1975       | 1978      |
| Rókot                 | Rússia                                               | Khrunichev                                  | 1.950            | 1.200 a SSO                 | 25          | Operacional     | 1990       |           |